# هلا بنت محمد آل خليفة
هلا بنت محمد آل خليفة (ولدت في 1977) سياسية وفنانة تشكيلية بحرينية. تنتمي إلى العائلة الحاكمة آل خليفة. تشغل حاليا منصب مديرة عام الثقافة والفنون في هيئة البحرين للثقافة والآثار من 2015.

## النشأة والتعليم
بدأت في تعلم الرسم منذ سن العاشرة. كانت والدتها مي هي أول من اكتشفت فطنتها الطبيعية في الرسم ولذلك وظفت مدرس إسباني للفنون لتدريبها على الرسم الكلاسيكية. حصلت آل خليفة على شهادة البكالوريوس في الفنون التشكيلية من جامعة تافتس في الولايات المتحدةفي عام 1999. ثم حصلت على درجة الماجستير في الفنون من كلية لندن الجامعية في المملكة المتحدة في عام 2002.

## المسيرة المهنية
عملت آل خليفة في مجال تدريس الفنون بجامعة البحرين. تقلدت عدة مناصب في متحف الفن الإسلامي بالعاصمة القطرية الدوحة من 2008 إلى 2010 حيث عملت أولا كرئيسة لقسم تعليم الفنون في المتحف الإسلامي ولاحقا كمديرة مركز التعليم بالمتحف ذاته. شغلت من 2011 إلى 2015 مناصب مدير التعليم في مركز الفنون العام ورئيس مركز تبادل الخبرات الإبداعية للإقامة الفنية «مطافئ الدوحة» الذي يقدم للفنانين المقيمين في قطر فرصة استخدام استوديوهات المركز من أجل العمل على تطوير تقنياتهم الفنية وعرض أعمالهم لاحقا.
بالإضافة لعملها في مجال إدارة الفنون والمتاحف شاركت كفنانة بأعمال فنية في معارض مختلفة كمعرض البحرين السنوي للفنون التشكيلية. قدمت أعمالها في معارض فردية في أماكن متعددة داخل البحرين وخارجها.

## التكريم والجوائز
في عام 2019 قامت الهيئة العربية للمسرح بدولة الإمارات العربية المتحدة بتكريم آل خليفة تقديرا لجهودها ودورها الفاعل في مجالات الثقافة والفنون والمسرح في البحرين.
في 13 ديسمبر 2020 حصلت آل خليفة على وسام نجمة إيطاليا حيث قلدتها الوسام السفيرة الإيطالية لدى مملكة البحرين باولا أمادي خلال حفل أقيم بمتحف البحرين الوطني.

## الحياة الشخصية
والدتها هي مي بنت محمد بن إبراهيم بن محمد آل خليفة رئيسة هيئة البحرين للثقافة والآثار.